# Astrophyton muricatum
Astrophyton muricatum (Synonyme: Euryale muricatum, Astrophyton arborescens, Astrophyton costosum) ist ein Schlangenstern aus der Familie der Gorgonenhäupter (Gorgonocephalidae). Da kein eindeutiger deutscher Name bekannt ist, wird Astrophyton muricatum im Allgemeinen mit dem Familiennamen „Gorgonenhaupt“ bezeichnet. Im Englischen ist die Bezeichnung Great oder Giant Basket Star üblich.

## Merkmale
Der Astrophyton muricatum wird bis zu einem Meter im Durchmesser, wobei seine stark verästelten Arme ca. 30 bis 45 cm groß werden. Die Farben des Schlangensterns tendieren von Orange über gelbbraun bis hin zu dunkleren Tönen wie dunkelbraun oder schwarz. Wie die anderen Gorgonenhäupter ernährt er sich von Plankton. Dazu klettert das Gorgonenhaupt in die Höhe, zum Beispiel auf Korallen oder Schwämme, und nutzt seine Arme, die ausgebreitet ein fächerförmiges Netz mit kleinen Häkchen bilden, um das Plankton zu fangen und zu essen. Die Tiere sind nachtaktiv. Während des Tages rollen sie sich kugelförmig zusammen und sind meist in Löchern versteckt.

## Habitat
Der Astrophyton muricatum ist im tropischen Riff des westlichen Atlantik bzw. im Karibischen Meer beheimatet. Dort ist er, je nach Quelle, zwischen 2 m und 70 m Tiefe anzutreffen.

## Galerie

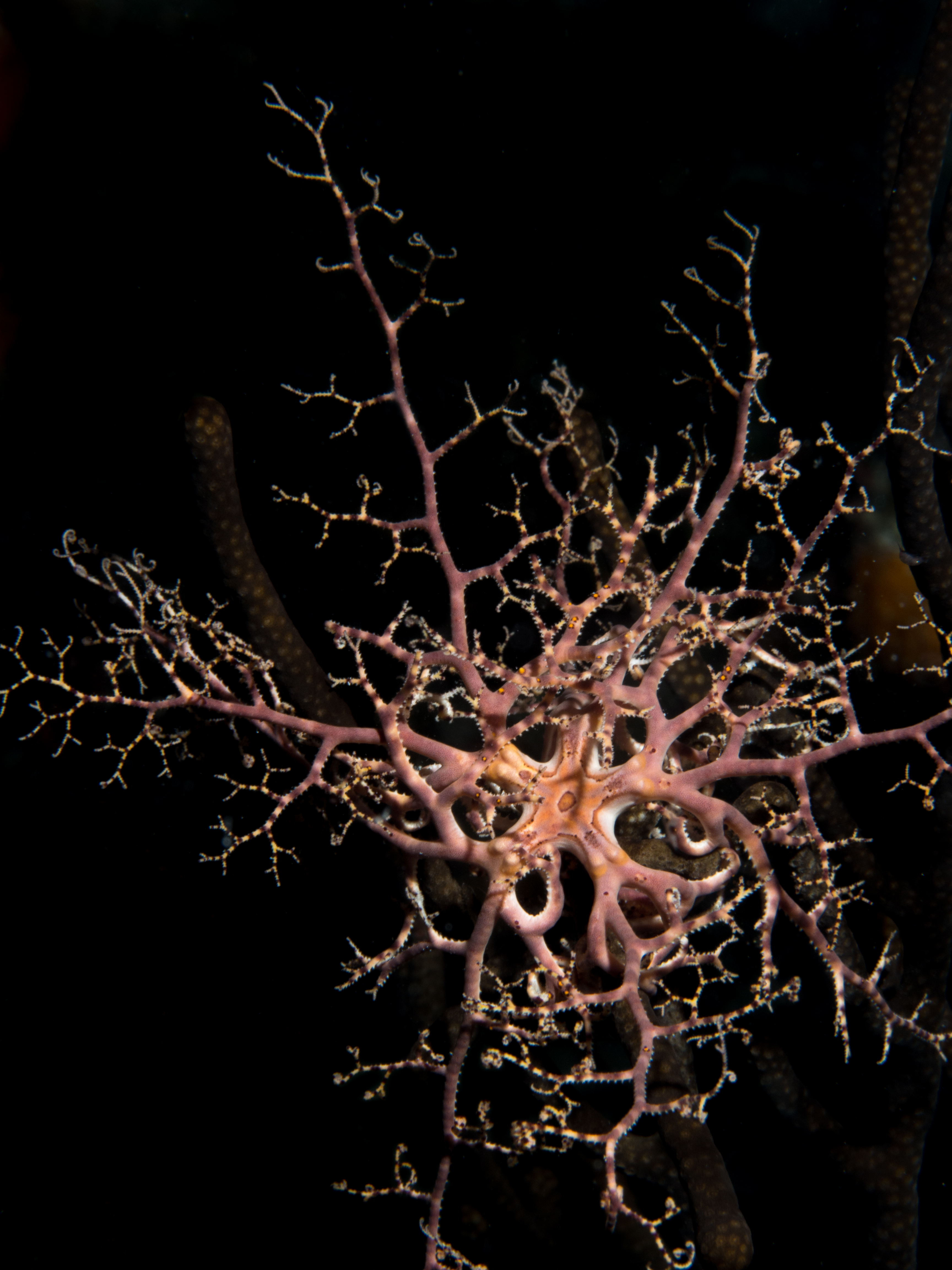
Gorgonenhaupt nachts im Bari Riff in Bonaire
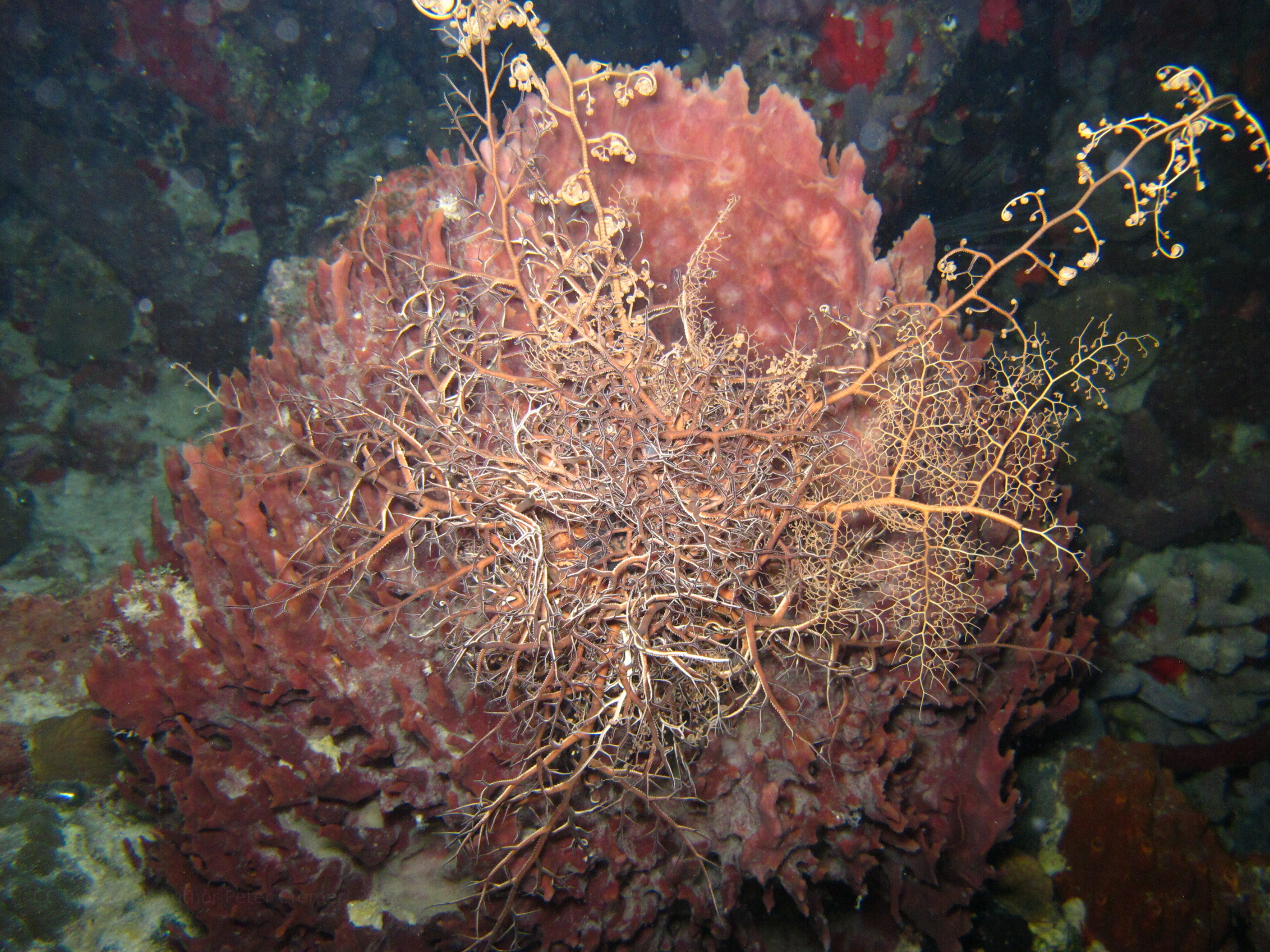
Gorgonenhaupt nachts auf einem karibischen Vasenschwamm, während es Plankton fängt
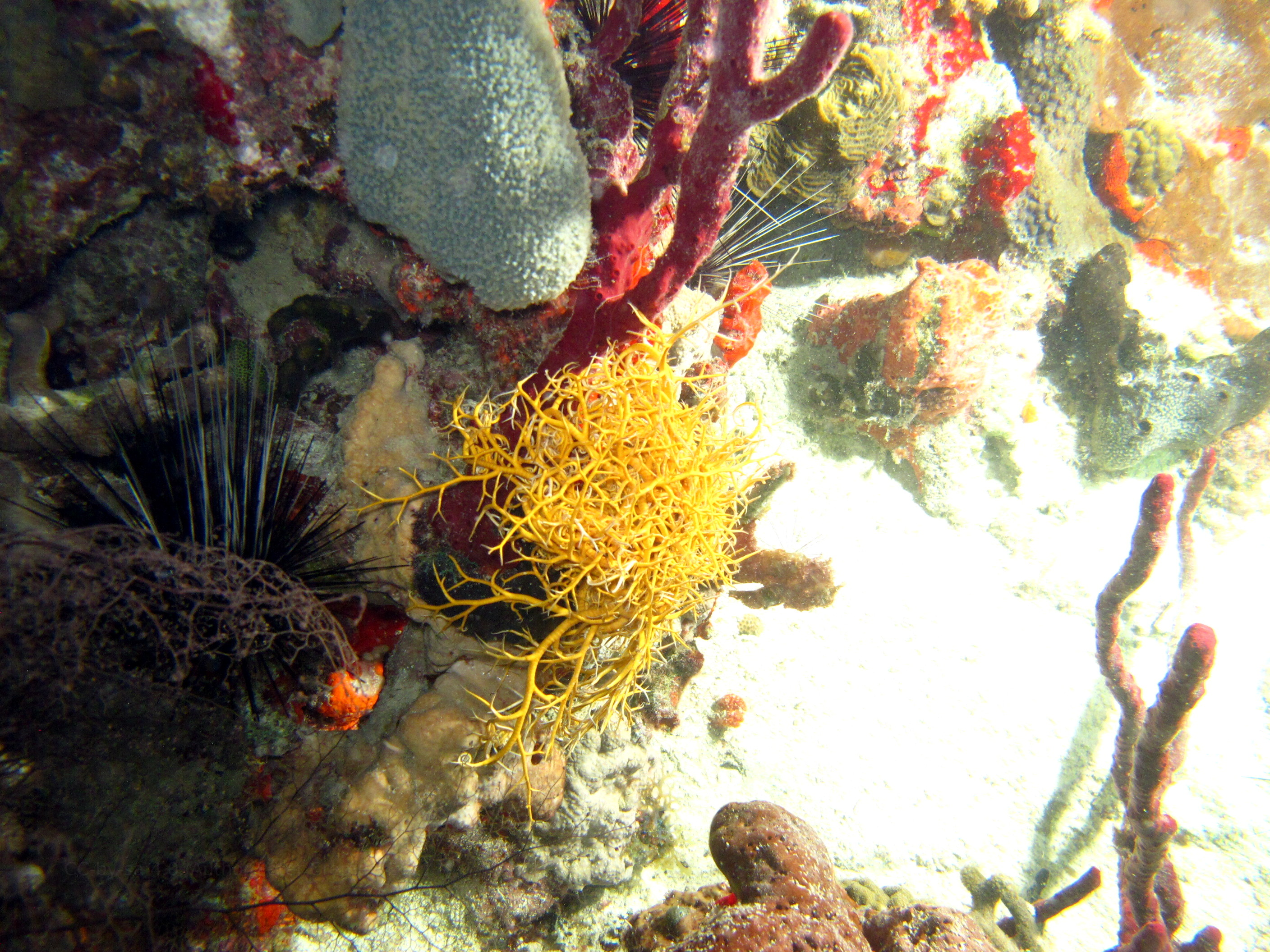
Gorgonenhaupt nachts, während es hochklettert
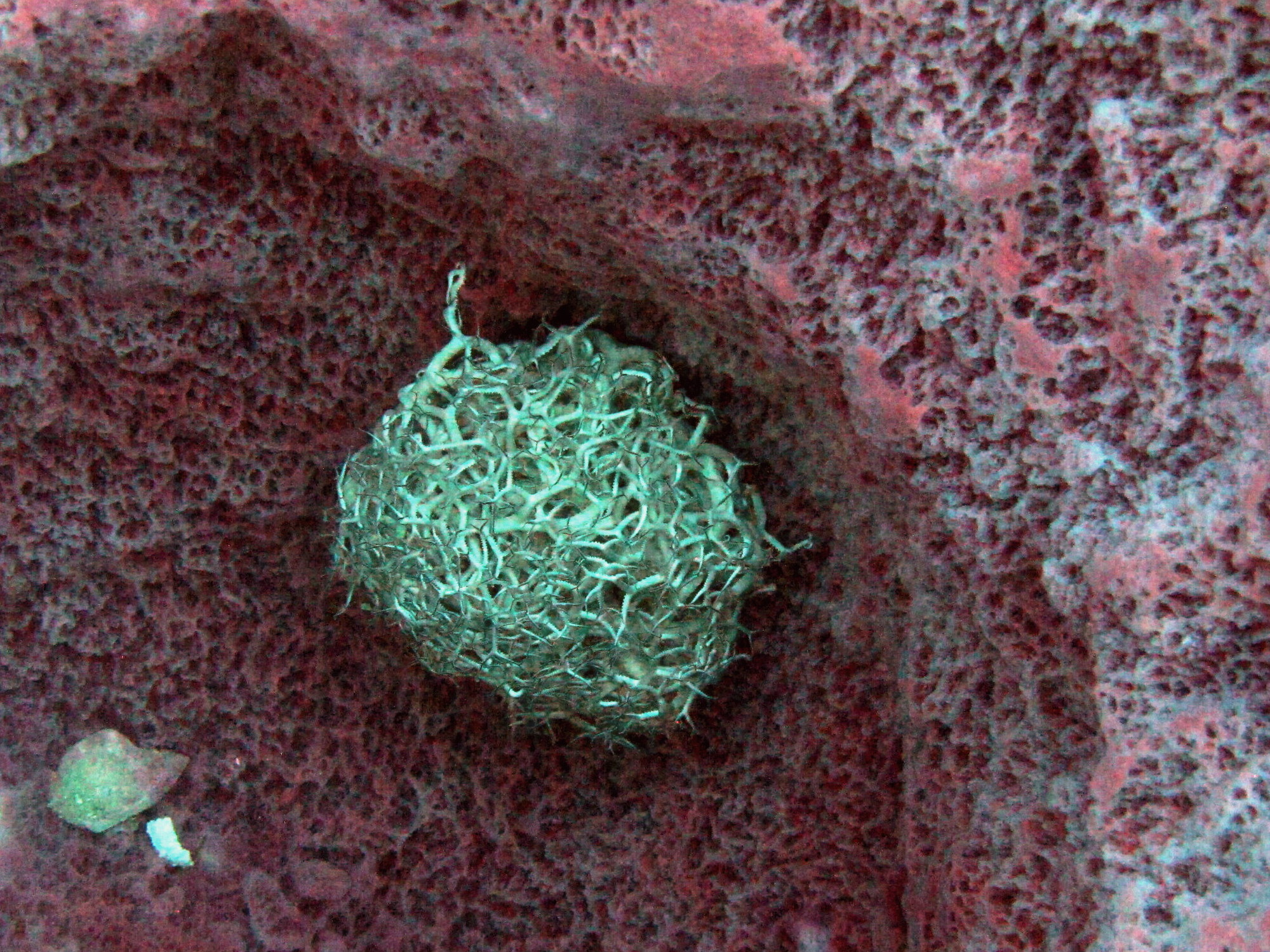
Gorgonenhaupt tagsüber zusammengerollt in einem karibischen Vasenschwamm